# 어디가요? 인기가요!
《어디가요? 인기가요!》는 2025년에 방영될 드라마이다.

## 기획의도
음악 드라마

## 제작진
- 극본 :
- 연출 :

## 등장인물
- 차학연